# Kurpfalz-Park
Le Kurpfalz-Park est un parc allemand situé à Wachenheim an der Weinstraße, en pleine forêt rhénane, en Rhénanie-Palatinat. Parc semi-naturel, il est en harmonie avec son emplacement et ne cherche pas à faire concurrence avec les parcs d'attractions sensationnels.
Il est en effet constitué de modestes attractions, dont la majorité fonctionnant sans courant électrique, et d'animaux sauvages (cervidés, sangliers, rapaces…) en semi-liberté dans le parc. Une locomotive transporte les visiteurs à travers le parc, dans une large clairière et une partie couverte par la forêt.
L’attraction la plus connue du parc en sans doute la Roddelbahn, une piste de luge sur rail, qui joue le rôle de luge toutes saisons.
Possibilités de se restaurer, restaurant et snack-bars.
Depuis plusieurs années, le parc accueille annuellement entre 100 000 et 150 000 visiteurs.
À ne pas confondre avec le Holiday Park qui se situe à Haßloch, dans le même arrondissement (Bad Dürkheim).

## Attractions et stations

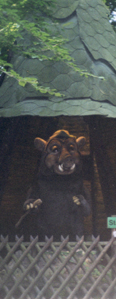
La marionnette de la mascotte Wutzel sur le chemin d’entrée

- Marionnette mécanique géante : Wutzel le sanglier (Wutzel das Wildschwein), la mascotte
- Toboggans géants (großes Rutschenparadies)
- Voiturettes à moteurs pour enfants (Motorräder)
- Bateaux dirigeables à distance  (Fernlenkboote)
- Pédalos-cygnes (Schwanentretboote)
- Piste de luge sur rails (Rotsteigflitzer ou Sommerdoddelbahn), la fameuse alpine coaster (luge d'été) (600 m) (une ancienne piste est toujours présente)
- Mini-téléphérique (Schwebesessellift)
- Bouées boxeuses (Bumperboats)
- Nid de pirates (Piratennest), château en bois
- Places de jeu d’aventures (Abenteuer-Spielplätze) : airs de jeux, château de jeux en bois, roues…
- Jardin casse-tête (Irrgarten), labyrinthe de haies
- Démonstration d’oiseaux dressés (Greifvogel- und Freiflugstation)
- Théâtre de marionnettes (Puppentheater) - été seulement
- Train du parc (Kurpfalz-Express)
- Miroirs déformants (Lachspiegel) - miroirs déformants
- Préau d’information (Wild- und Waldelehrschau)
- Terrasse du lac (Seeterrasse)
- Ponts d’observation (Aussichtsbrücken), surplombant la piste de luge
- Ponts suspendus (Wackel-, Zitter- ou Schüttelbrücken) - ponts vibrants, tremblants ou de secousse
- Tir de ballons d’eau (Wasserballonschießanlage)
- Places de pique-nique (Picknickplätze), petites abris
- Enclos d’animaux (Tierhege) : rongeurs, sangliers, chèvres

Hormis la locomotive, aucune attraction du parc n’est couverte.
plan du parc

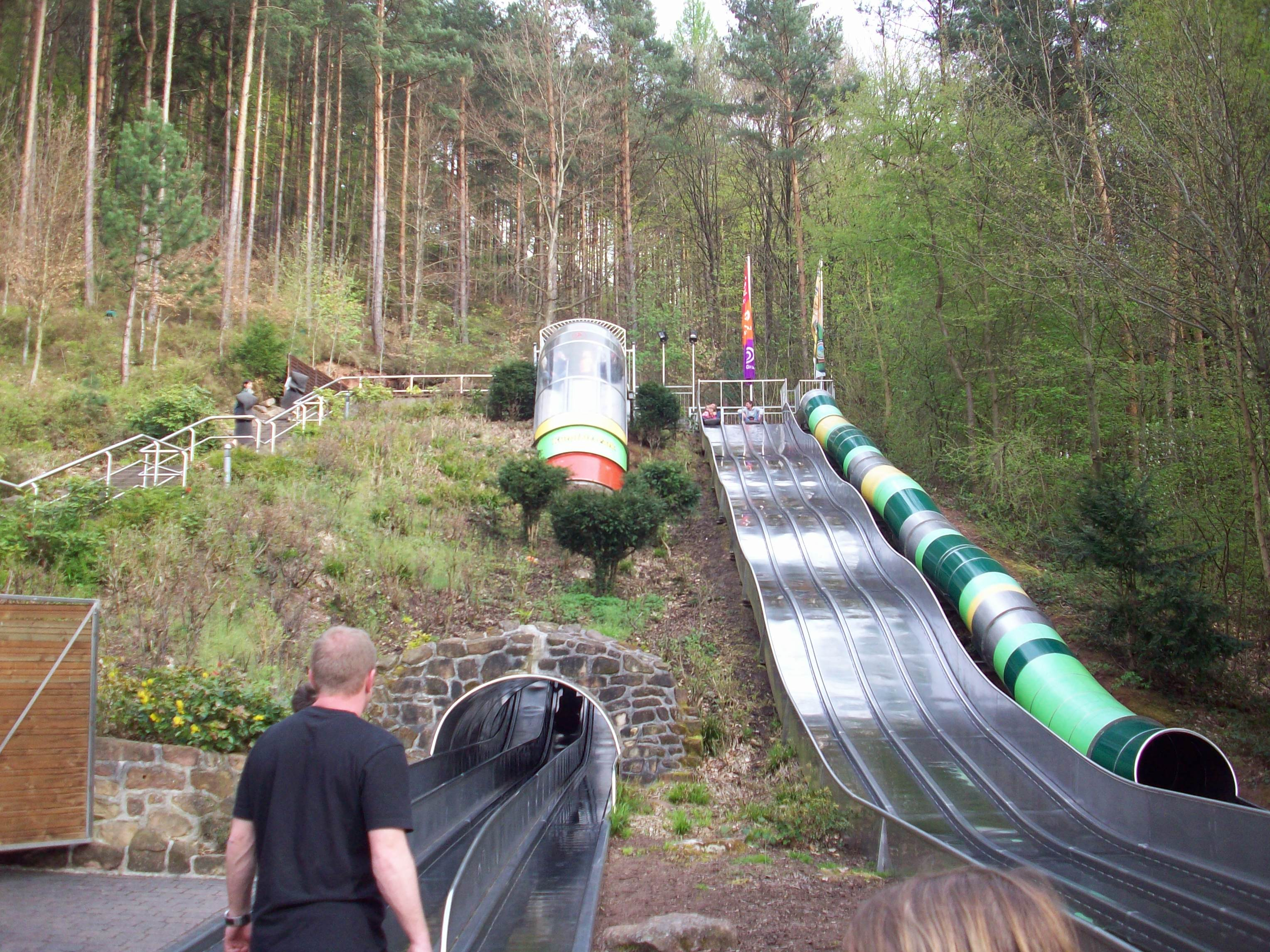
le paradis des toboggans (das Rutschenparadies)
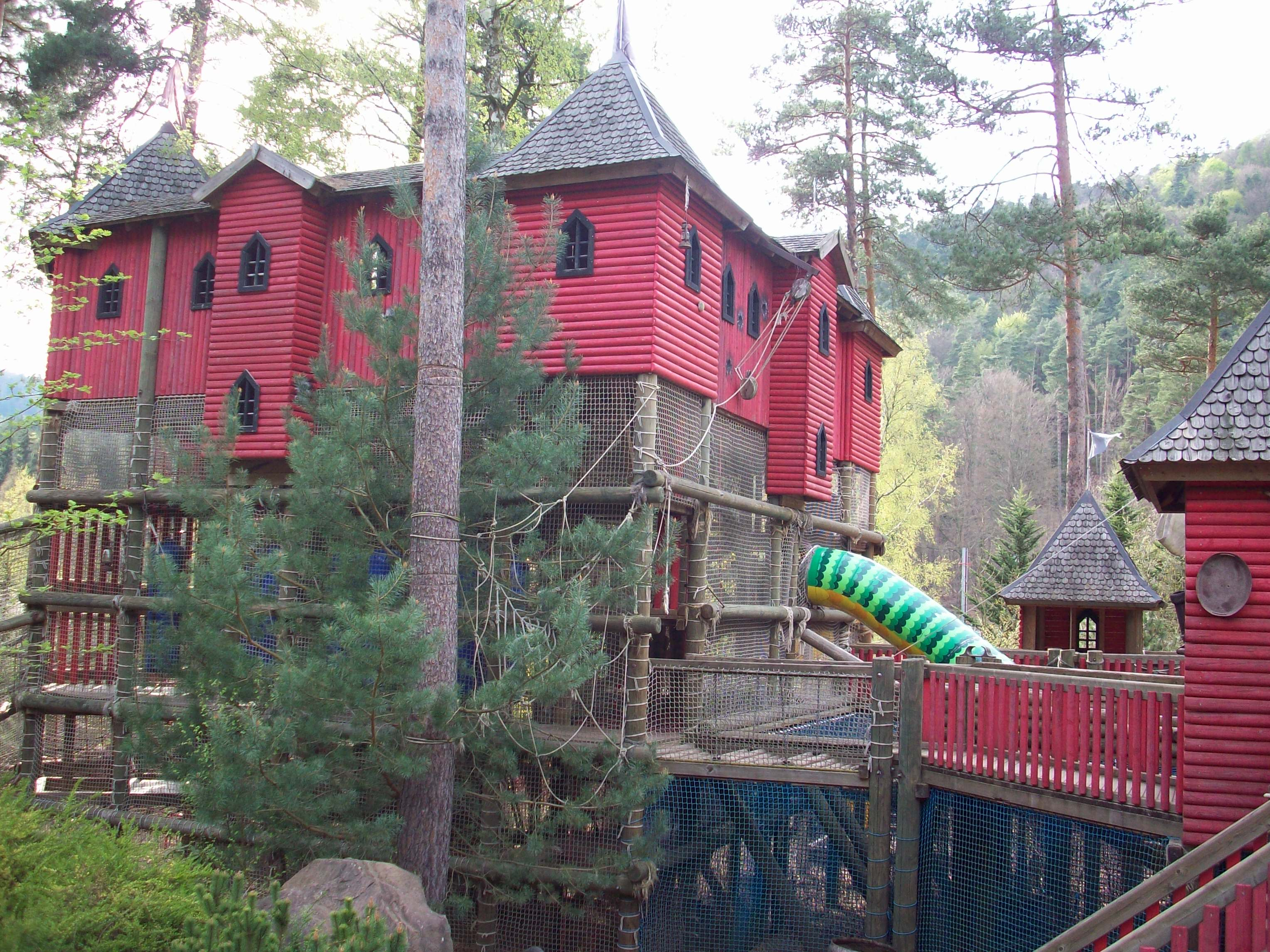
le nid de pirates (das Piratennest)
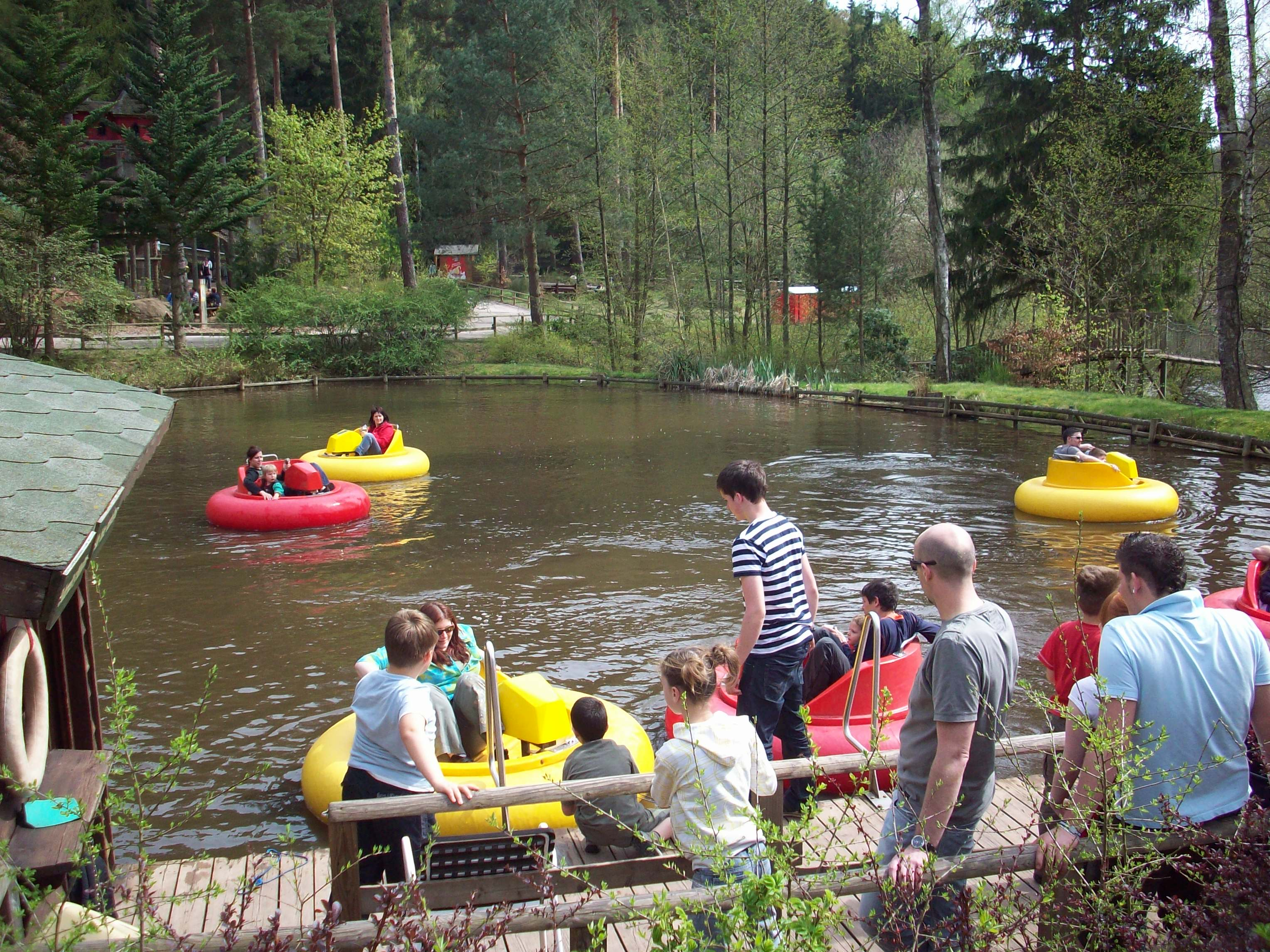
les bateaux-boxeurs (die Bumperboats)
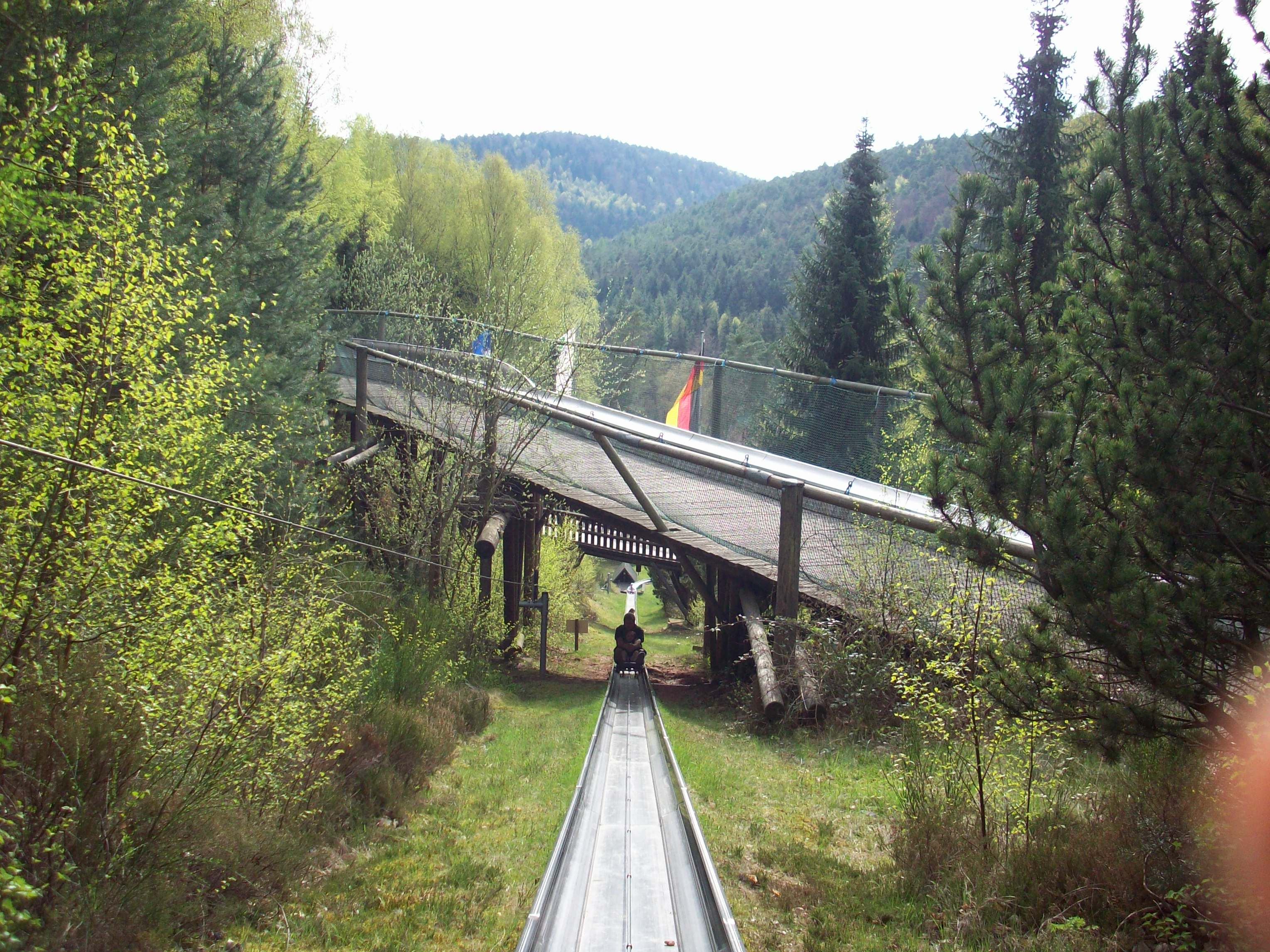
la piste de luge (die Sommeroddelbahn)
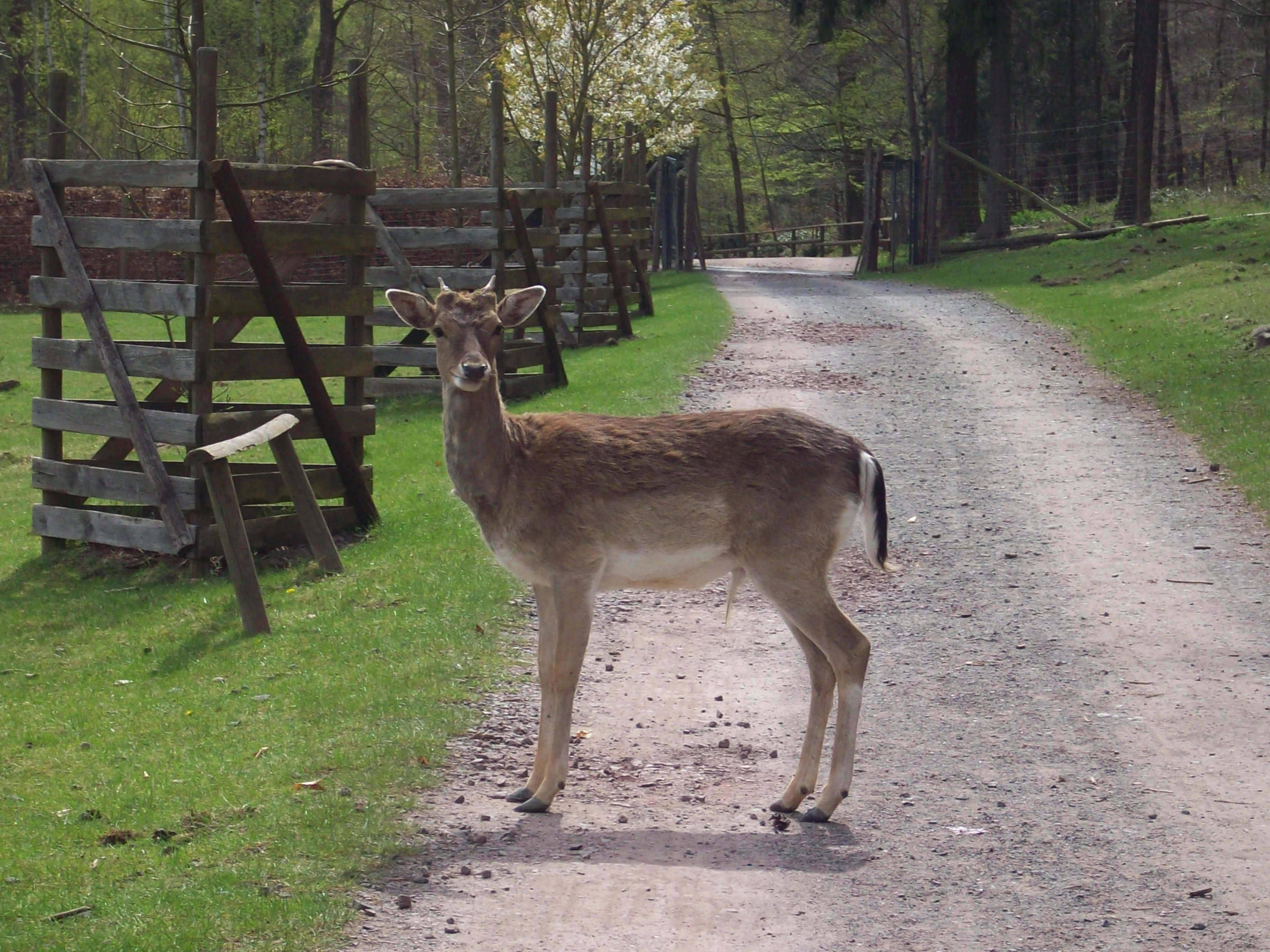
un daim en liberté sur une piste
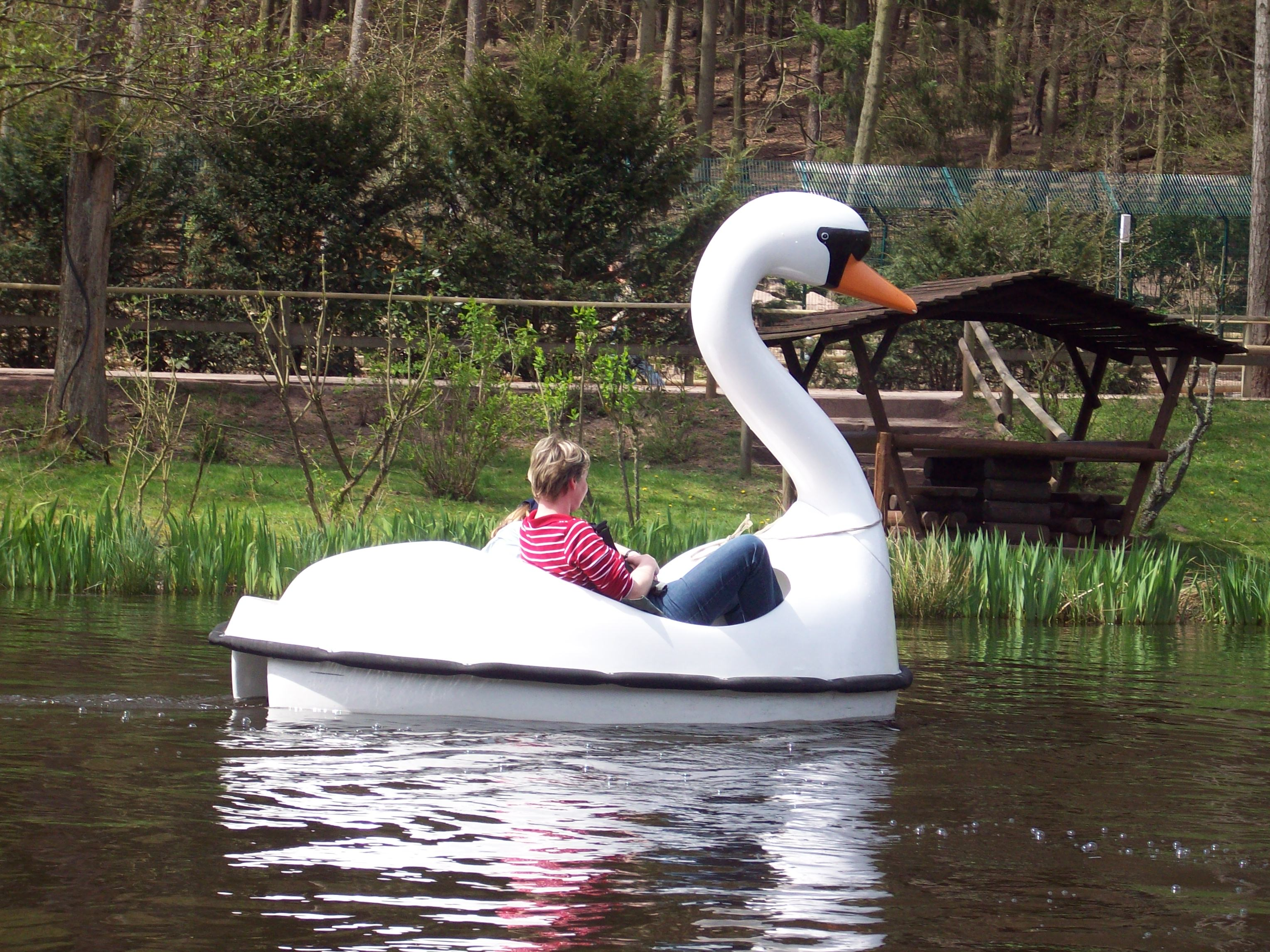
un pédalo-cygne (ein Schwantretboot)
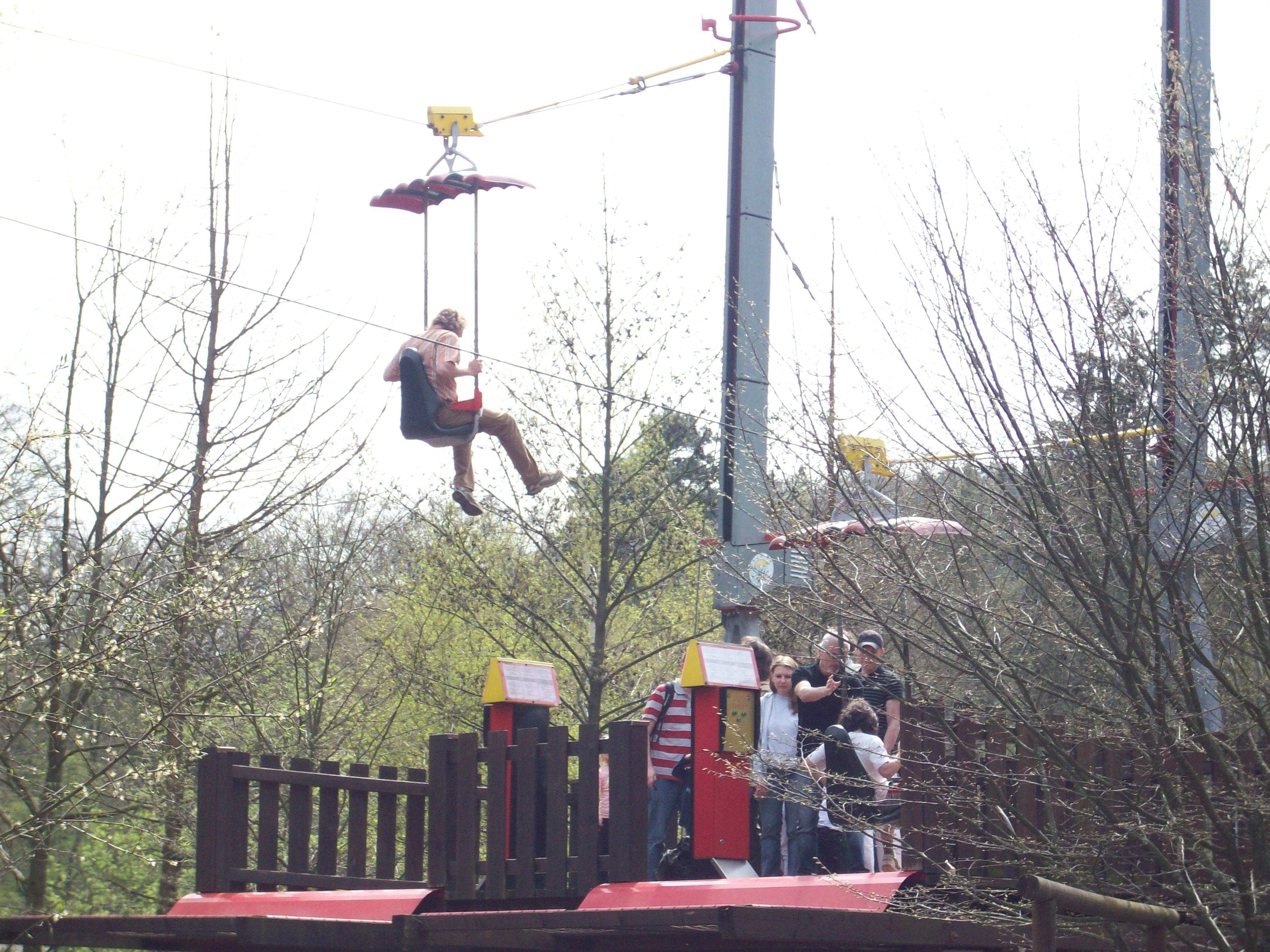
le siège flottant (das Schwebesessellift)
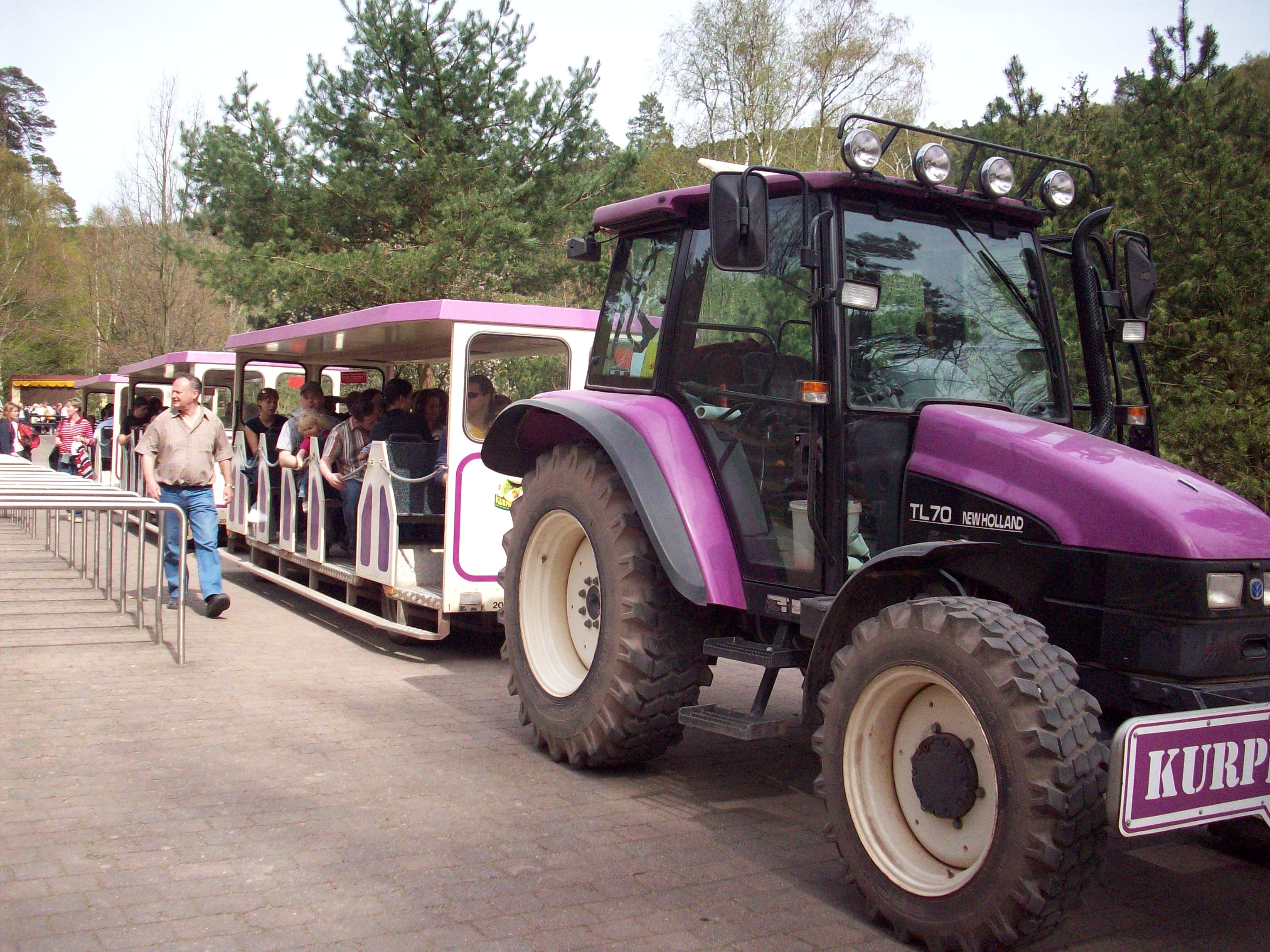
le Kurpfalz-Express (le train du parc)